# Relations entre les Îles Salomon et Taïwan
Les relations entre les Îles Salomon et Taïwan désignent les relations internationales s'exerçant entre, d'une part, les Îles Salomon, et de l'autre, la république de Chine.
En l'absence de relations diplomatiques officielles entre les deux États, ainsi que de l'établissement de bureaux de représentation entre eux, Taïwan est représenté auprès des Îles Salomon par l'intermédiaire du bureau de représentation économique et culturel de Taipei en Papouasie-Nouvelle-Guinée.

## Relations diplomatiques
Alors que les Îles Salomon accèdent à leur indépendance en 1978, la république de Chine n'est plus reconnue en tant que membre des Nations unies, en accord avec la résolution 2758 de 1971.

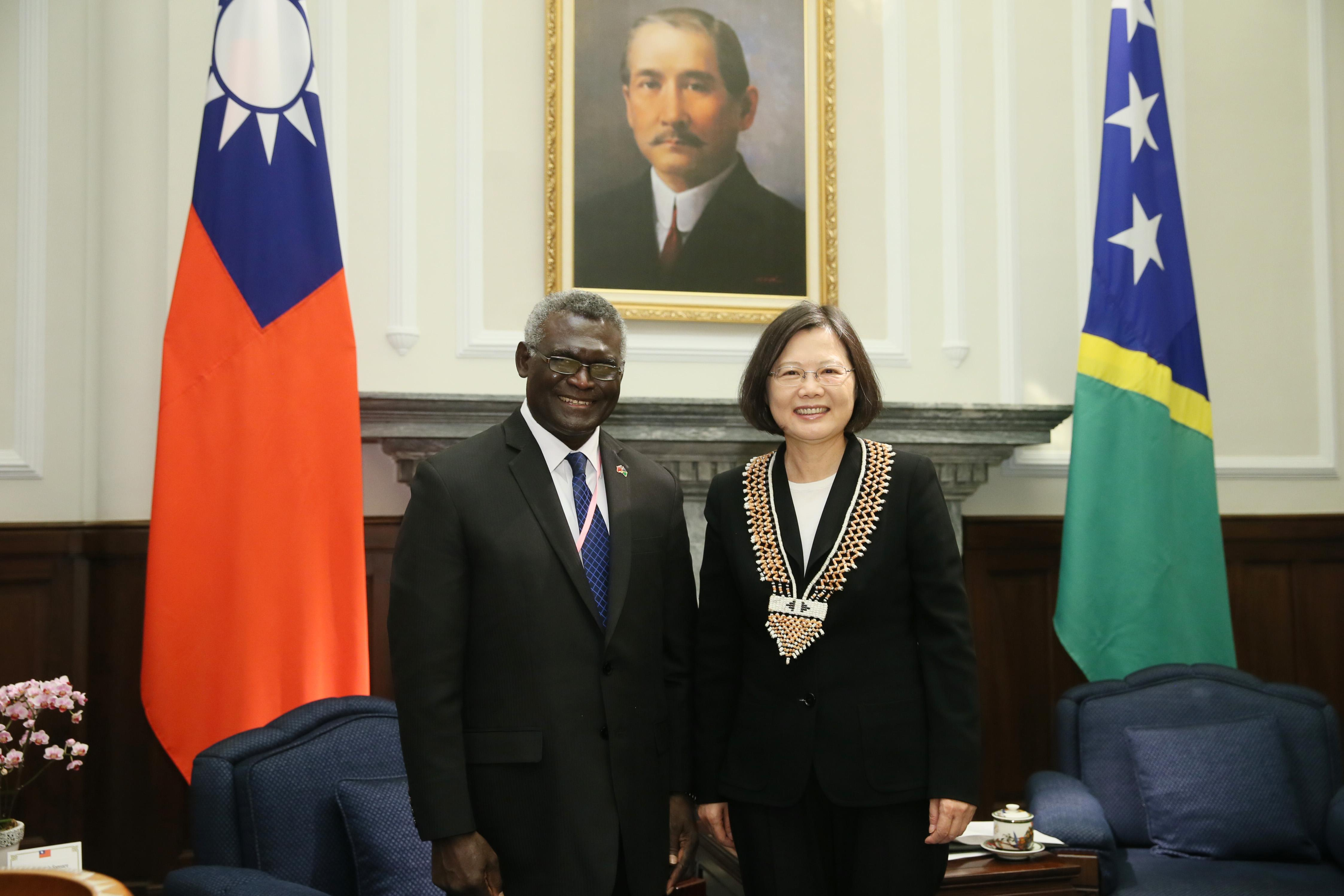
Rencontre entre le Premier ministre salomonais Manasseh Sogavare et la présidente taïwanaise Tsai Ing-wen en 6 2016.

Les îles Salomon et la république établissent quelques années plus tard, le 23 mai 1983, des relations diplomatiques officielles. La nature des relations diplomatiques avec les gouvernements des États du Pacifique Sud fait néanmoins l'objet de disputes entre ceux de Taïwan et de Chine, notamment marquée par le recours à la « diplomatie du dollar (en) ».
En 2006, après des résultats contestés aux élections locales salomonaises, des émeutes éclatent après la nomination de Snyder Rini en tant que Premier ministre, dénonçant la corruption envers les membres du parlement de la part d'« hommes d'affaires locaux chinois ainsi que de Taïwan ». Le quartier chinois de la capitale Honiara est partiellement détruit par les manifestations,.
Le 16 septembre 2019, le gouvernement des îles Salomon choisit de rompre ses relations diplomatiques avec celui de la république de Chine, au profit de la république populaire de Chine,. Les Salomon étaient alors le plus important allié diplomatique de Taïwan dans cette région du Pacifique, la population de cet État dépassant celui des cinq autres restants réunis, les Kiribati, les Îles Marshall, Nauru, les Palaos et les Tuvalu.
Alors que des troubles éclatent aux Îles Salomon fin novembre 2021, les manifestants demandant la démission du Premier ministre Manasseh Sogavare ; parmi les revendications, la rupture des relations diplomatiques avec le gouvernement de Taipei au profit de celui de Pékin est reprochée. La plus grande part des opposants viendraient de la province de Malaita, qui entretenait alors des liens étroits avec Taïwan,.